# Koji Noguchi
Koji Noguchi (野口 幸司, Noguchi Koji, Chiba, 5 juni 1970) is een Japans voormalig voetballer die als aanvaller speelde.

## Carrière
Koji Noguchi speelde tussen 1989 en 2000 voor Bellmare Hiratsuka, Kawasaki Frontale, Nagoya Grampus Eight en Omiya Ardija.

## Japans voetbalelftal
Koji Noguchi debuteerde in 1995 in het Japans nationaal elftal en speelde 1 interland.

## Statistieken
| Japans voetbalelftal | Japans voetbalelftal | Japans voetbalelftal |
| Jaar                 | Wed.                 | Dlp.                 |
| -------------------- | -------------------- | -------------------- |
| 1995                 | 1                    | 0                    |
| Totaal               | 1                    | 0                    |